# 1182
| [ Edytuj tabelę ]                |                                                           |
| Książę Małopolski                | - 1177 Kazimierz II Sprawiedliwy 1194                     |
| Książę Wielkopolski              | - 1177 Odon Mieszkowic 1194 - 1182 Mieszko III Stary 1202 |
| Król Angkoru                     | - 1181 Dżajawarman VII 1218                               |
| Król Anglii                      | - 1154 Henryk II 1189                                     |
| Król Aragonii i hrabia Barcelony | - 1164 Alfons II Aragoński 1196                           |
| Książę Bawarii                   | - 1180 Otto I 1183                                        |
| Margrabia Brandenburgii          | - 1170 Otto I 1184                                        |
| Książę Burgundii                 | - 1162 Hugo III 1192                                      |
| Cesarz Bizancjum                 | - 1180 Aleksy II Komnen 1183                              |
| Cesarz Chin                      | - 1162 Song Xiaozong 1189                                 |
| Książę Czech                     | - 1178 Fryderyk 1189                                      |
| Król Danii                       | - 1157 Waldemar I Wielki 1182 - 1182 Kanut VI 1202        |
| Władca Egiptu                    | - 1171 Saladyn 1193                                       |
| Król Francji                     | - 1180 Filip II August 1223                               |
| Król Gruzji                      | - 1156 Jerzy III 1184                                     |
| Hrabia Holandii                  | - 1157 Floris III 1190                                    |
| Cesarz Japonii                   | - 1180 Antoku 1185                                        |
| Kalif                            | - 1180 An-Nasir 1225                                      |
| Król Kastylii                    | - 1158 Alfons VIII Szlachetny 1214                        |
| Patriarcha Konstantynopola       | - 1179 Teodozjusz I Boradiota 1183                        |
| Władca Korei                     | - 1170 Myŏngjong 1197                                     |
| Król Leónu                       | - 1157 Ferdynand II 1188                                  |
| Kalif Maroka                     | - 1163 Abu Jusuf I 1184                                   |
| Król Nawarry                     | - 1150 Sancho VI 1194                                     |
| Król Norwegii                    | - 1161 Magnus V 1184 - 1177 Sverre Sigurdsson 1202        |
| Hrabia Palatynatu                | - 1155 Konrad Hohenstauf 1195                             |
| Papież                           | - 1181 Lucjusz III 1185                                   |
| Król Portugalii                  | - 1139 Alfons I 1185                                      |
| Sułtan Rumu                      | - 1156 Kilidż Arslan II 1192                              |
| Książę Rusi halickiej            | - 1153 Jarosław Ośmiomysł 1187                            |
| Cesarz Rzymski (niemiecki)       | - 1155 Fryderyk I Barbarossa 1190                         |
| Książę Saksonii                  | - 1180 Bernard III 1212                                   |
| Król Szkocji                     | - 1165 Wilhelm I 1214                                     |
| Król Szwecji                     | - 1173 Knut Eriksson 1196                                 |
| Doża Wenecji                     | - 1178 Orio Mastropiero 1192                              |
| Król Węgier                      | - 1172 Bela III 1196                                      |

Rok 1182 / MCLXXXII
stulecia: XI wiek ~
XII wiek ~
XIII wiek

lata: 1172 «
1177 «
1178 «
1179 «
1180 «
1181 «
1182
» 1183
» 1184
» 1185
» 1186
» 1187
» 1192

## Wydarzenia w Polsce
- Formalne pojednanie się księcia Mieszka III Starego z synem Odonem.
- Książę Kazimierz Sprawiedliwy zajął gród w Drohiczynie nad Bugiem i przekazał księciu Wasylko Jaropełkowicowi, który następnie zapisał ten gród Leszkowi mazowieckiemu[1].

## Wydarzenia na świecie
- 12 maja – po śmierci Waldemara I królem Danii został jego syn Kanut VI.

- Masakra łacinników w Konstantynopolu, do miasta wkroczył Andronik I Komnen.

## Urodzili się
- Aleksy I Wielki Komnen, cesarz Trapezuntu (zm. 1222)
- Lutgarda, zakonnica, mistyczka, święta katolicka (zm. 1246)
- Weridiana z Castelfiorentino, włoska tercjarka franciszkańska, święta katolicka (zm. 1242)

## Zmarli
- 6 lutego – Valentin, biskup praski (ur. ?)
- 12 maja – Waldemar I Wielki, król Danii (ur. 1131)
- 16 maja – Jan Komnen Watatzes, bizantyjski uzurpator (ur. ?)
- data dzienna nieznana:
  - Henryk I, hrabia Geldrii (ur. ok. 1117)